# 石卷港站
石卷港站（日语：／ Ishinomakikō eki */?）是位於宮城縣石卷市南光町二丁目，日本貨物鐵道（JR貨物）仙石線貨物支線的貨運車站（終點站）。日本製紙石卷工場位於車站西邊，該工場成為了此站使用量最多的公司。

## 歷史
- 1939年（昭和14年）11月7日 - 宮城電氣鐵道釜站（貨運車站）啟用。同時東北振興紙（日本製紙的前身）專用線開通。
- 1944年（昭和19年）5月1日 - 宮城電氣鐵道國有化，成為仙石線車站。
- 1953年（昭和28年）7月20日 - 此站至石卷港站（第一代）（日语：石巻港駅 (初代)）的貨物支線開通。
- 1968年（昭和43年）10月1日 - 此站至石卷埠頭站（日语：石巻埠頭駅）的貨物支線開通。
- 1969年（昭和44年）9月1日 - 專用鐵道內開始處理貨櫃。
- 1971年（昭和46年）4月1日 - 此站至石卷港站（第一代）的貨物支線廢止。此站設置貨櫃月台。
- 1972年（昭和47年）3月15日 - 此站改名為石卷港站（第二代）。
- 1974年（昭和49年）10月1日 - 開始處理小型行李（成為一般車站）。
- 1978年（昭和53年）10月1日 - 不再處理小型行李（變回貨運車站）。
- 1987年（昭和62年）4月1日 - 伴隨國鐵分割民營化，車站由日本貨物鐵道（JR貨物）營運。
- 1999年（平成11年）11月1日 - 此站至石卷埠頭站的貨物支線廢止。
- 2006年（平成18年）3月18日 - 實施時間表修正，原本使用棚車運送紙，當日起改用貨櫃。
- 2011年（平成23年）3月11日 - 東日本大地震引發的海嘯衝擊車站而成為損毀。當中站內兩架DE10形（1199，3503）由於嚴重受損而在當地拆毀。
- 2012年（平成24年）10月9日 - 車站重開[1][2][3]。
- 2013年（平成25年）2月14日  - 日本製紙專用線重開[4]。

## 車站構造
此站是地面車站，設有1面1線的貨櫃月台，以及設有數條分揀線和留置線。車站東邊設有連接日本製紙石卷工場的專用鐵路，共有6條路軌分支。站內設有營業櫃臺和JR貨物石卷營業所。此站可處理貨櫃貨物和車載貨物。在貨櫃貨物中，可處理12呎長貨櫃和日本製紙專用鐵路到發的貨櫃。
站內的調度作業由仙台綜合鐵道部所屬的DE10型柴油機車負責。在專用鐵路內的調度作業是由日本製紙集團旗下南光運輸擁有的柴油機車（調動機）負責。

## 貨物列車
每日上下行設有8班高速貨物列車到發。這些列車會前往仙台貨物總站或小牛田站，然後轉由其他列車繼續運送。最後的目的地會是新座貨物總站等首都圈車站。

## 使用狀況
- 在2002年度的發送貨物有535,558公噸，到達貨物有26,550公噸[5]

## 車站周邊
- 日本製紙石卷工場（日语：日本製紙石巻工場）
- 鹽釜港灣機場事務所石卷港事務所
- 石卷日日新聞社（日语：石巻日日新聞社）
- FamilyMart 大街道東店

## 相鄰車站
日本貨物鐵道
仙石線 貨物支線
陸前山下－（貨）石卷港－*石卷埠頭站
*刪除線為廢站

### 曾經存在的路線
日本國有鐵道
仙石線貨物支線
釜－（貨）石卷港站（第一代）
- 上述車站取自當時站名

## 注腳
1. ↑  . 產經新聞. 2012-07-11  [2012-08-08]. （原始内容存档于2012-07-12） （日语）.
2. ↑  . 河北新報. 2012-09-07  [2012-09-13].[]
3. ↑  . 三陸河北新報社(石巻かほく). 2012-10-10  [2021-10-15]. （原始内容存档于2015-04-27） （日语）.
4. ↑  日本製紙専用線が再開 （页面存档备份，存于）（日語） 三陸河北新報社(石巻かほく). (2013年2月14日)
5. ↑  石卷市統計書

## 外部連結
- 南光運輸 （页面存档备份，存于）（日語）